# Маргарет Рід Льюїс
Маргарет Рід Льюїс (9 листопада 1881 Кітаннінг, Пенсільванія, США — 1970) — американська дослідниця клітинної біології.

## Біографія
Маргарет Аделін Рід народилася в Кітаннінгу в Пенсільванії. Вона була другою дочкою Марти Аделін Волкер та Джозефа Кейбла Ріда. Іншою дочкою була Джессіка. Не пізніше 1889 року родина переїхала до містечка Меєрсдейл. Маргарет згадувала про свою участь у рятуванні людей під час Джонстаунської повені на річці Коунмо у травні 1889 року. За спогадами її старшої доньки Маргарет Наст, Маргарет Рід перехворіла в дитинстві на скарлатину, через що в неї погіршився слух і ця вада прогресувала з роками. У 13 років вона заявила батькам, що прагне стати лікаркою. 1894 року батьки відвезли дочок до інтернату Академія Ганни Мор у Рейстерстауні, проте згідно з сімейною легендою доньки втекли першої ж ночі та зажадали відправити їх до Балтиморського жіночого коледжу.
Дівчата Рід були ще замолоді для Жіночого коледжу, тому перші роки вони навчалися в підготовчій Балтиморській латинській школі для дівчат. 1901 року Маргарет Рід здобула ступінь бакалавра з математики. Улітку 1900 року вона вперше відвідала Морську біологічну лабораторію в Вудс-Гоулі. Після другого літа в Морській біологічній лабораторії, 1901 року, Маргарет Рід вступила до Коледжу Брін-Мар. Імовірно, влітку вона працювала під керівництвом молодого ембріолога Томаса Моргана, одного з лідерів генетики в наступні роки. У Моргана ж вона навчалася зоології у Брін-Марі. Здобувши стипендію й на другий, 1902/1903 навчальний рік, Рід навчалася фізіології у професора Джозефа Ветергеда Воррена (англ. Joseph Weatherhead Warren), зокрема курсам, присвяченим фізіології травлення та колінного рефлексу.
У 1903 році Маргарет Рід переїхала до Нью-Йорка, де впродовж трьох років викладала фізіологію в Ньюйоркському медичному коледжі для жінок. У 1905-1907 роках вона викладала в Барнард-коледжі. 1904 року Томас Морган переїхав до Колумбійського університету, і Маргарет Рід знову доєдналася до його лабораторії. 1907 року її було призначено інструктором з біології і фізіології Колумбійського університету. 1908 року вона короткочасно працювала в Коледжі Брін-Мар, а потім знову в Колумбійському університеті.
Улітку 1906 року Маргарет Рід відвідала Швейцарію, де працювала в Цюрихському університеті та подорожувала Альпами разом з Поліною Дедерер та професором Ворреном Льюїсом. У 1907 році відвідала Паризький університет.
На літніх канікулах 1908 року Рід відвідала Берлін, де працювала в Інституті інфекційних захворювань Товариства Кайзера Вільгельма в лабораторії Макса Гартманна, поруч з Родою Ердман. Маргарет Рід пересадила кістковий мозок мурчака в розчин з поживними речовинами, ставши однією з піонерок культивування клітин поза організмом.
Читала лекції та навчала медсестер в Університеті Джонса Гопкінса.
Імовірно, улітку 1905 року під час перебування в Морській біологічній лабораторії Маргарет Рід познайомилася з Ворреном Льюїсом. 23 травня 1910 року одружилася з ним і впродовж 40 років вони проводили дослідження культивованих клітин.
З 1915 року працювала дослідницею відділу ембріології Інституту Карнегі в Вашингтоні.
Маргарет та її чоловік вели скромне життя, переважно разом перебуваючи в лабораторії. Певний час також приділяли родині, колегам, студентам, для яких організовували по вихідних пікніки, піші чи човнові екскурсії на природу. Під час канікул їздили у Вудз-Гоул чи в Морську лабораторію Маунт-Дезерт-Айленд.
1940 року Воррен Льюїс вийшов на пенсію та влаштувався в Інститут Вістар у Філадельфії. Маргарет Льюїс також переїхала з ним, але зберегла наукові зв'язки з Інститутом Карнегі.
Воррен Льюїс був обраний членом Національної академії наук США, мав чимало почесних посад і звань. Натомість Маргарет Льюїс так і не здобула формального наукового ступеня вище бакалавра, а з нагород мала лише золоту медаль Вільяма Вуда Герхарда Філадельфійського патологічного товариства 1958 року, що її здобула разом з чоловіком. У 1964 році Інститут Вістар провів симпозіум на честь подружжя Льюїсів на тему "Збереження функціональної диференціації культивованих клітин".
1964 року Воррен помер. Маргарет Льюїс

## Родина
Маргарет Рід Льюїс мала 3 дітей. Маргарет Наст Льюїс (1911-2012) стала дослідницею в галузі фізики, викладачкою Гарвардського університету, Воррен Р. Льюїс працював у галузі атомної фізики та інженерії, Джессіка Льюїс була професоркою медицини в Піттсбурзькому університеті.

## Науковий внесок
Маргарет Рід Льюїс досліджувала генетику та ембріологію тварин. Одна з перших у світі культивувала клітини поза організмом. Вивчала значення кислотності для культивування клітин.
Перші наукові праці Маргарет Рід опублікувала за дослідженнями, проведених ще в Коледжі Брін-Мар. Найперша з них стосувалася регенерації стопи ноги саламандри при руйнуванні всіх частин ноги нижче за гомілку. Друга стаття була присвячена регенерації першої пари кінцівок у раків та крабів.
Відрядження до Берліна та робота в протистологічній лабораторії Макса Гартманна дозволила Маргарет Рід відкрити новий напрямок. Спостерігаючи, як Рода Ердманн вирощує амеб на поживному агарі з сольовим розчином, Рід спробувала висадити на середовище фрагмент кісткового мозку мурчака. За кілька діб на поверхні агару сформувалася плівка з клітин, а в окремих з них дослідниця побачила мітотичний поділ ядра, що свідчило про розмноження клітин.
Саме після знайомства з Маргарет Рід ембріолог Воррен Льюїс зацікавився культивуванням клітин. Восени 1910 року подружжя Льюїсів взялося за експерименти, які мали відтворити досліди Маргарет у Берліні, спираючись на новий метод Росса Гаррісона. На відміну від Гаррісона, який використовував як середовище лімфу жаби, вони спробували культивувати клітини зародкового кісткового мозку в плазмі крові ссавців. Після перших невдач, вони прочитали статтю Карреля та Берроуза та модифікували методику: взяли шматки ембріональної тканини курчати замість невеликих скупчень клітин. Ці експерименти були вже вдалі, у культурі були виявлені клітини різних зародкових тканин.
Після 1910 року Маргарет Рід Льюїс щорічно публікувала принаймні одну чи кілька наукових статей з анатомії чи патології самостійно чи в співавторстві. На відміну від Карреля й Берроуза, подружжя Льюїсів шукало мінімальне поживне середовище, яке б дозволило клітинами жити поза організмом якнайдовше. Вони модифікували сольовий розчин Лока (англ. Locke's salt solution), додавши туди м'ясний бульйон та глюкозу. Також вони виявили, що амінокислоти та глутатіон сприяють росту й поділу клітин, зокрема фібробластів.
До 1917 року Льюїси досягли успіхів у культивуванні багатьох типів клітин. Проте експерименти часто не виходили, а причину невдач встановити не вдавалося. Лише 1922 року Маргарет Льюїс разом з молодим асистентом Ллойдом Фелтоном змогла знайти причину. Напередодні хімік Вільям Мансфілд Кларк розробив індикатори кислотності. Маргарет Льюїс використала їх та виявила залежність виживання клітин від змін показника pH.
Подружжя Льюїсів не тільки вивчало морфологію клітин, але й досліджувало їхню фізіологію. Одним з результатів досліджень було виявлення того факту, що макрофаги й моноцити є окремими фізіологічними станами однієї й тієї ж групи клітин крові.
На початку 1920-х років кількість проблем, що їх вивчали Льюїси, зросла настільки, що надалі вони працювали в окремих напрямках. Маргарет сконцентрувалася на фізіологічних проблемах, зокрема на впливі pH на культуру клітин, зміні стану цитоплазми та на культивуванні вірусів у клітинах.
Важливою працею Маргарет Льюїс було дослідження 1920 року впливу тубекрульозної бактерії на ембріональні клітини курчати. Це був перший відомий опис руйнівного впливу хвороботворного організму на клітинному рівні. Клітини курчати набували пухирчастого вигляду. Надалі, 1932 року,  разом зі своїм співробітником Арнольдом Річем вона встановила послідовність імунних процесів при туберкульозі, зокрема гіперчутливості та імунізації, випередивши інших дослідників приблизно на 30 років. Також методом мікроскопічного фільмування група під керівництвом Маргарет Льюїс виявила лімфоїдну природу клітин злоякісної пухлини селезінки.
Визнанням ролі Маргарет Рід Льюїс у розвитку методики культивування клітин було включення її до редколегії першого міжнародного наукового журналу з клітинних культур «Archiv für Experimentelle Zellforschung besonders Gewebezüchtung (Explantation)», що його видавала у Єні Рода Ердман у 1925-1934 роках, на рівні з Россом Гаррісоном, Алексісом Каррелем, Ворреном Льюїсом та іншими лідерами галузі з усього світу.

## Наукові праці
Авторка понад 150 наукових праць. Серед них:
- W. H. Lewis, Margaret R. Lewis (1924) Behavior of cells in tissue culture. Section VII in: General Cytology, ed. by E. V. Cowdry, pp. 383-447. Chicago, University of Chicago Press
- W. H. Lewis, Margaret R. Lewis (1925) The transformation of white blood cells into clasmatocytes (macrophages), epithelioid cells, and giant cells. Journal of the American Medical Association, 84:798-99
- W. H. Lewis, Margaret R. Lewis (1932) Further studies on the inactivation of tumor-producing viruses by means of dyes. Am. J. Cancer, 16: 333-44.
- W. H. Lewis, Margaret R. Lewis (1932) The malignant cells of Walker rat sarcoma No. 338. Am. J. Cancer, 16:1153-83